# Бородянський район
Бородя́нський райо́н — колишній район України у північно-західній частині Київській області. Районний центр — Бородянка. Населення району на 1 жовтня 2013 становило 57 365 осіб, площа 934 км². Існував у 1923—1962, 1965—2020. При ліквідації у 2020 році вся територія відійшла до складу Бучанського району.

## Географія
Поверхня — моренно-зандрова та алювіальна, слабо-хвиляста та горбиста рівнина.
Корисні копалини, до яких належать суглинки, мергелі, вапняки, піски, торф, цегельні глини, мають місцеве використання. Граніт та базальт виходів на поверхню не мають, видобування цих порід для потреб будівельної промисловості не проводиться. Залізні руди займають невеликі площі, поклади малі за потужністю, не видобуваються.
Річки басейну Дніпра — Здвиж, Тетерів та Пісчанка. Споруджено 33 ставки (загальна площа водного дзеркала — 53,5 га). Ґрунти дернові слабо та середньопідзолисті, піщані і глинисто-піщані, подекуди супіщані, сірі лісові та темно-сірі опідзолені, лучно — болотні. Площа лісів — 40,5 тис. га (сосна, дуб, береза, осика, вільха). Насаджено 320 га лісосмуг та заліснень, 31,2 тис. га пісків.

## Історія
Перші археологічні знахідки на території району датуються пізнім палеолітом (20-25 тис. р. до н. е.). У 1150 році в Іпатіївському літописі вперше згадуються річки Тетерів, Здвиж.
1793 року Бородянський край увійшов до складу Київської губернії Російської імперії. У 1866 році утворено Бородянську волость, у склад якої входили 15 сіл, 12 хуторів та 1 фільварок.
На початку 20 століття введено в експлуатацію залізницю Київ—Ковель. На території району з'явились три залізничні станції — Немішаєве, Клавдієво (названі на честь начальника Південно-Західної Залізниці К. С. Немєшаєва), Тетерів.
12-14 листопада 1921 року під час Листопадового рейду у Мирчі і біля неї в теперішньому Бородянському районі стояла Подільська група (командувач Сергій Чорний) Армії Української Народної Республіки. 18 листопада вона знову проходила у межах району через Раску.
14 листопада 1921 р. під час того ж Листопадового рейду через Язвинку, Майданівку, станцію Спартак, Поташню теперішнього Бородянського району проліг шлях Волинської групи (командувач — Юрій Тютюнник) Армії Української Народної Республіки.
У 30-х роках в районі було відкрито 9 відділень зв'язку, створено міську телефонну мережу.
На кінець 60-х років населення району досягло 54,8 тис. чол., налічувалось 17 промислових підприємств, 3 радгоспи і 13 колгоспів, 11 середніх, 14 восьмирічних та 6 початкових шкіл.
У 1963 році в райцентрі відкрито сільське профтехучилище.
Того ж року Бородянський район було ліквідовано. Територія і населені пункти були приєднані до Макарівського району та Ірпінської міськради.
Відродився район у 1967 році.
У 1986 році внаслідок катастрофи на ЧАЕС район віднесено до зони посиленого радіоекологічного контролю, всі жителі отримали статус потерпілих 4 категорії.
2000 року з облікових даних було знято село Рудня-Мигальська, однак село не зникло остаточно — зараз територія колишнього села забудована дачними ділянками.

## Адміністративний устрій
Адміністративно-територіально район поділяється на 5 селищних рад та 19 сільських рад, які об'єднують 47 населених пунктів і підпорядковані Бородянській районній раді. Адміністративний центр — смт Бородянка.

## Політика
25 травня 2014 року відбулися Президентські вибори України. У межах Бородянського району були створені 44 виборчі дільниці. Явка на виборах становила — 68,75 % (проголосували 31 239 із 45 439 виборців). Найбільшу кількість голосів отримав Петро Порошенко — 63,46 % (19 824 виборці); Юлія Тимошенко — 13,12 % (4098 виборців), Олег Ляшко — 8,62 % (2694 виборці), Анатолій Гриценко — 5,19 % (1620 виборців). Решта кандидатів набрали меншу кількість голосів. Кількість недійсних або зіпсованих бюлетенів — 1,01 %.

### Громадська діяльність
На теренах Бородянщини діють такі громадські організації:
- «Нова Хвиля» (голова Скуратівський Р. В.)
- «Моноліт 1044» (голова Микула Р. В.)

## Населення
Розподіл населення за віком та статтю (2001):
| Стать | Всього | До 15 років | 15-24 | 25-44 | 45-64 | 65-85 | Понад 85 |
| --- | ------ | ----------- | ----- | ----- | ----- | ----- | -------- |
| Чоловіки | 26 533 | 4718        | 4460  | 7858  | 6677  | 2693  | 127      |
| Жінки | 30 943 | 4352        | 4203  | 7949  | 8067  | 5762  | 610      |
| \| Статево-вікова піраміда \| Статево-вікова піраміда \| Статево-вікова піраміда \| \| ----------------------- \| ----------------------- \| ----------------------- \| \| Чоловіки \| Вік \| Жінки \| \| 127 \| 85 + \| 610 \| \| 207 \| 80-84 \| 807 \| \| 510 \| 75-79 \| 1572 \| \| 952 \| 70-74 \| 1901 \| \| 1024 \| 65-69 \| 1482 \| \| 1812 \| 60-64 \| 2618 \| \| 1047 \| 55-59 \| 1297 \| \| 1785 \| 50-54 \| 1947 \| \| 2033 \| 45-49 \| 2205 \| \| 2112 \| 40-44 \| 2259 \| \| 1976 \| 35-39 \| 1981 \| \| 1817 \| 30-34 \| 1801 \| \| 1953 \| 25-29 \| 1908 \| \| 2090 \| 20-24 \| 1897 \| \| 2370 \| 15-20 \| 2306 \| \| 2027 \| 10-14 \| 1853 \| \| 1549 \| 5-9 \| 1370 \| \| 1142 \| 0-4 \| 1129 \| |        |             |       |       |       |       |          |
| Статево-вікова піраміда |        |             |       |       |       |       |          |
| Чоловіки | Вік    | Жінки       |       |       |       |       |          |
| 127 | 85 +   | 610         |       |       |       |       |          |
| 207 | 80-84  | 807         |       |       |       |       |          |
| 510 | 75-79  | 1572        |       |       |       |       |          |
| 952 | 70-74  | 1901        |       |       |       |       |          |
| 1024 | 65-69  | 1482        |       |       |       |       |          |
| 1812 | 60-64  | 2618        |       |       |       |       |          |
| 1047 | 55-59  | 1297        |       |       |       |       |          |
| 1785 | 50-54  | 1947        |       |       |       |       |          |
| 2033 | 45-49  | 2205        |       |       |       |       |          |
| 2112 | 40-44  | 2259        |       |       |       |       |          |
| 1976 | 35-39  | 1981        |       |       |       |       |          |
| 1817 | 30-34  | 1801        |       |       |       |       |          |
| 1953 | 25-29  | 1908        |       |       |       |       |          |
| 2090 | 20-24  | 1897        |       |       |       |       |          |
| 2370 | 15-20  | 2306        |       |       |       |       |          |
| 2027 | 10-14  | 1853        |       |       |       |       |          |
| 1549 | 5-9    | 1370        |       |       |       |       |          |
| 1142 | 0-4    | 1129        |       |       |       |       |          |

## Транспорт
Територією району проходить автошлях E373.

## Екскурсійні об'єкти
- Краєзнавчий музей Бородянщини (смт Бородянка).
- Музей «Українського костюму та української писанки» (смт Немішаєве, приміщення НМЦ)
- Городище ХІІ — XIII ст. (с. Мирча)
- Музей воєнної слави (смт Немішаєве)
- Палац Остен-Сакенів ХІХ століття та парк (смт Немішаєве)
- Сільськогосподарська станція ім. Петра Столипіна, тепер аграрний коледж, 1912 (смт Немішаєве)
- Урочище Бабка (біля хутора Пороскотень)
- Вокзал залізничної станції Клавдієве початку XX століття
- Мисливський будинок Петра Столипіна, садиба Зайцева, тепер корпус туберкульозної лікарні, 1910-1911 (смт Клавдієво-Тарасове)
- Водонапірна башта залізничної станції Тетерів початку XX століття
- Шуховська гіперболоїдна водонапірна башта 1-ї третини XX ст. (смт Пісківка)
- Дерев'яна Миколаївська церква 1899 року (с. Луб'янка)
- Пам'ятний знак на місці Різдво-Богородицької церкви, із зображенням проекту храму (с. Микуличі)
- Старі споруди школи, початок XX ст. (с. Микуличі)
- Меморіальна дошка Клавдію Немішаєву та знак «39-а верста» до 110-річчя селища (будівля вокзалу ст. Немішаєве)

## Відомі люди

### Народилися
- Катерина Адаменко — спортсменка і тренер, заслужений майстер спорту СРСР
- Валентина Каменчук — українська поетеса, перекладач
- Микола Матвієнко — український військовик, стрілець-навідник, старший солдат резерву Батальйону імені Кульчицького, загинув в ході російсько-української війни
- Леонід Махновець — український літературознавець, історик, археолог, перекладач, бібліограф. Лауреат Шевченківської премії